# Danique Stein
Danique Stein (* 16. Juli 1990 in Basel) ist eine ehemalige Schweizer Fussballspielerin und heutige -trainerin.

## Karriere

### Vereine
Ihre Karriere begann Stein im Jahre 2000 beim FC Birsfelden, wechselte 2002 zum FC Pratteln und schliesslich 2004 zum FC Concordia Basel, mit dem sie 2008 den Aufstieg in die Nationalliga A schaffte. In der Saison 2009/2010 spielte die Abwehrspielerin beim SC Freiburg in der 1. Frauen-Bundesliga und debütierte dort am 27. September 2009 beim Bundesligaspiel bei Turbine Potsdam. Am 1. Juli 2010 wechselte Stein zum SC 07 Bad Neuenahr. In der Winterpause 2010/2011 kehrte sie in die Schweiz zurück und spielte bis zu ihrem Karriereende im Sommer 2017 beim FC Basel.
In der Saison 2021/22 war sie Cheftrainerin beim FC Basel Frauen.
Sie erreichte mit dem Team den 4. Rang in der Qualifikation und das Halbfinale in den Playoffs. Nach einem Jahr trat sie von ihrem Amt zurück.

### Nationalteams
In der Schweizer U17-Auswahl kam Stein viermal zum Einsatz, in der U19-Auswahl absolvierte Stein insgesamt 32 Spiele und in der U20-Auswahl wurde sie zweimal eingesetzt. Am 12. August 2009 debütierte Stein in einem Testspiel der Schweizer Nationalmannschaft gegen die Schwedische U23 (Endstand 3:0). Insgesamt kam sie auf 22 Einsätze mit der Nati.

## Persönliches
Danique Stein hat im Juni 2010 die Wirtschaftsmittelschule erfolgreich abgeschlossen.

## Erfolge
- Schweizer Meisterin 2006
- Schweizer Cupsiegerin 2006